# آن-آنتوانت دیدرو
آن-آنتوانت دیدرو (فرانسوی: Anne-Antoinette Diderot‎; ۲۲ فوریهٔ ۱۷۱۰ – ۱۰ آوریل ۱۷۹۶) همسر دنی دیدرو نویسنده و فیلسوف فرانسوی عصر روشنگری، اهل فرانسه بود.